# Кілліан Сарделла
Кілліан Сарделла (нід. Killian Sardella, нар. 2 травня 2002, Дюффель, Бельгія) — бельгійський футболіст конголезького походження, фланговий захисник клубу «Андерлехт» та молодіжної збірної Бельгії.

## Ігрова кар'єра

### Клубна
Кілліан Сарделла починав займатися футболом у клубах «Веммел» і «Моленбек». Згодом він перейшов до академії столичного клубу «Андерлехт». І в серпні 2019 року він дебютував за професійному рівні.

### Збірна
Маючи конголезьке коріння, Сарделла обрав збірну Бельгії, де з 2017 року захищав кольори юнацьких збірних цієї країни різних вікових категорій. У вересні 2019 року футболіст зіграв свою першу гру у складі молодіжної збірної Бельгії.